# Dwayne Hickman
Dwayne Bernard Hickman (Los Angeles, 18 maggio 1934 – Los Angeles, 9 gennaio 2022) è stato un attore e regista televisivo statunitense.

## Filmografia parziale

### Attore

#### Cinema
- Capitano Eddie (Captain Eddie), regia di Lloyd Bacon (1945)
- Il ragazzo dai capelli verdi (The Boy with Green Hair), regia di Joseph Losey (1948)
- Missili in giardino (Rally 'Round the Flag, Boys!), regia di Leo McCarey (1958)
- Cat Ballou, regia di Elliot Silverstein (1965)
- Dr. Goldfoot e il nostro agente 00¼ (Dr. Goldfoot and the Bikini Machine), regia di Norman Taurog (1965)
- Il mondo è pieno... di papà (Doctor, You've Got to Be Kidding!), regia di Peter Tewksbury (1967)
- A Night at the Roxbury, regia di John Fortenberry (1998)
- Angels with Angles, regia di Scott Edmund Lane (2005)

#### Televisione
- The Bob Cummings Show – serie TV, 155 episodi (1955-1959)
- Men of Annapolis – serie TV, episodio 1x22 (1957)
- The Many Loves of Dobie Gillis – serie TV, 148 episodi (1959-1963)
- The Greatest Show on Earth – serie TV, episodio 1x25 (1964)
- Love, American Style – serie TV, 3 episodi (1969-1973)
- Un liceo tutto matto (High School U.S.A.) – film TV (1983)
- La signora in giallo (Murder, She Wrote) – serie TV, episodio 6x17 (1990)
- Ragazze a Beverly Hills (Clueless) – serie TV, 5 episodi (1996-1999)

### Regista televisivo
- Open House – serie TV, 2 episodi (1989)
- Quattro donne in carriera (Designing Women) – serie TV, 3 episodi (1989-1990)
- Get a Life – serie TV, 3 episodi (1990-1991)
- Harry e gli Henderson (Harry and the Hendersons) – serie TV, 2 episodi (1992)